# ایستگاه متروی بریکستون
ایستگاه متروی بریکستون (انگلیسی: Brixton tube station) یکی از ایستگاه‌های خط ویکتوریا متروی لندن است.
این ایستگاه که در بریکستون قرار دارد در سال ۱۹۷۱ میلادی تأسیس شده است.

## نگارخانه

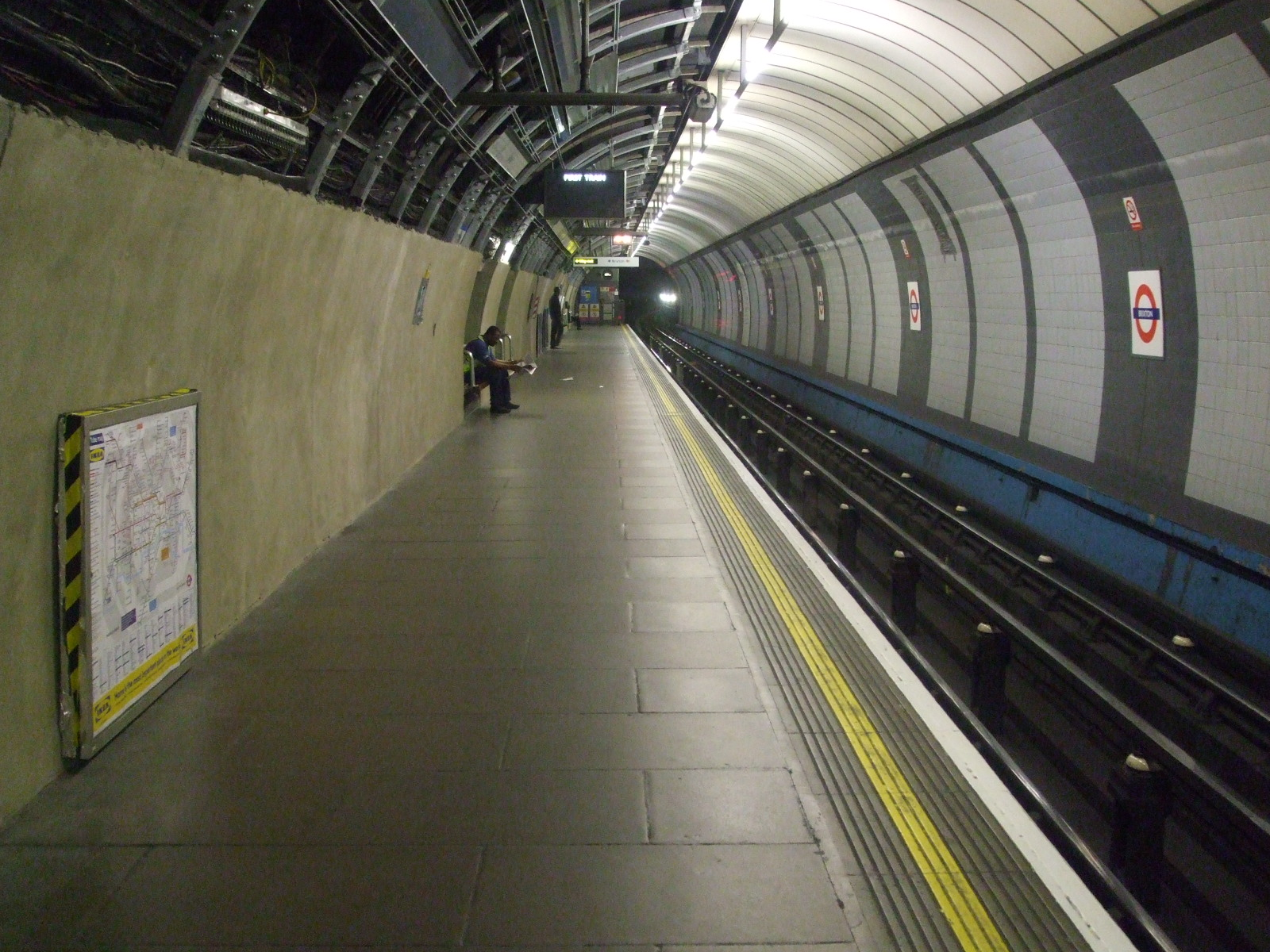
Platform 1 looking south towards the reversing tracks as seen during the 2008 refurbishment work
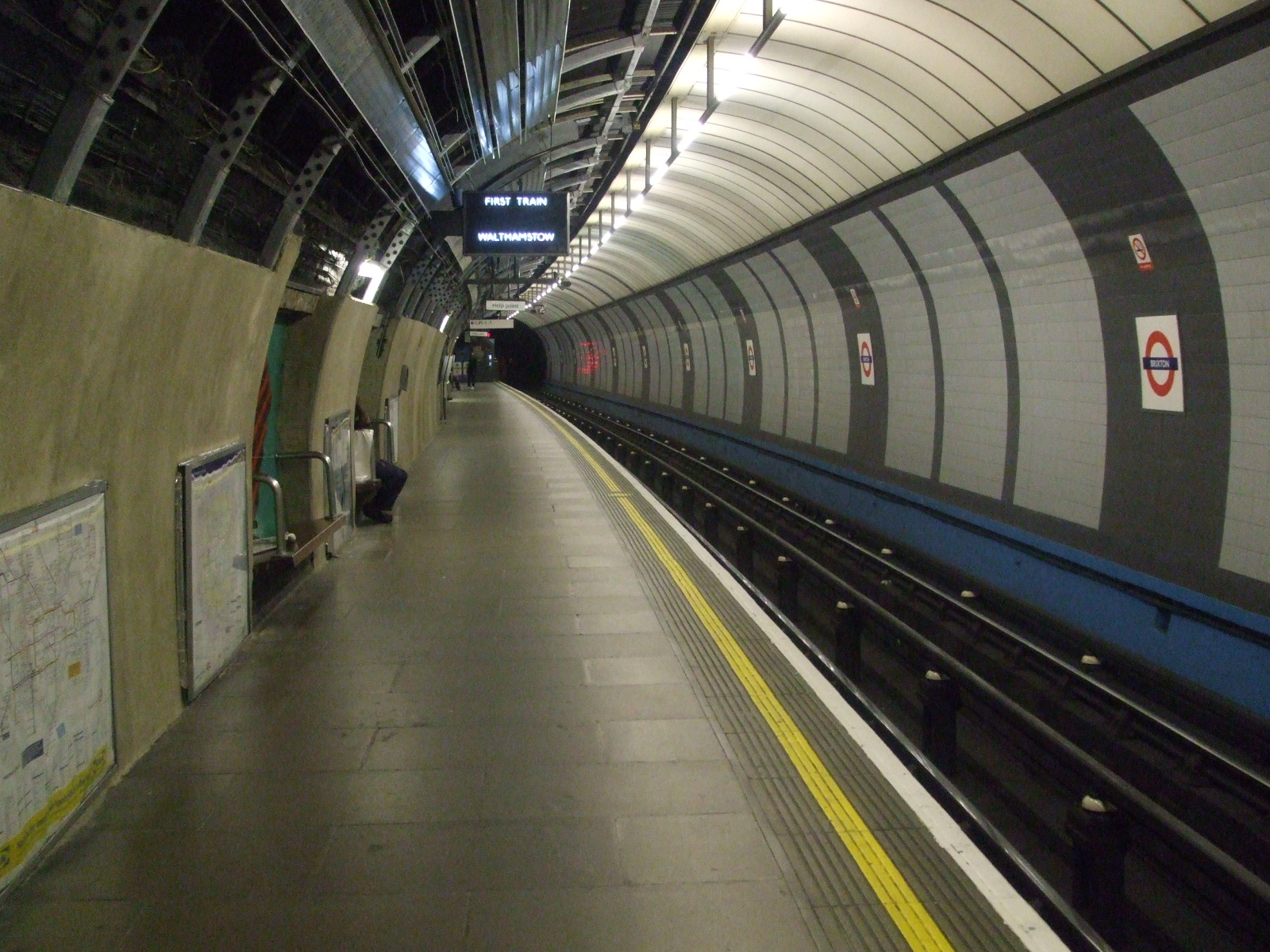
Platform 2 looking north as seen during the 2008 refurbishment work
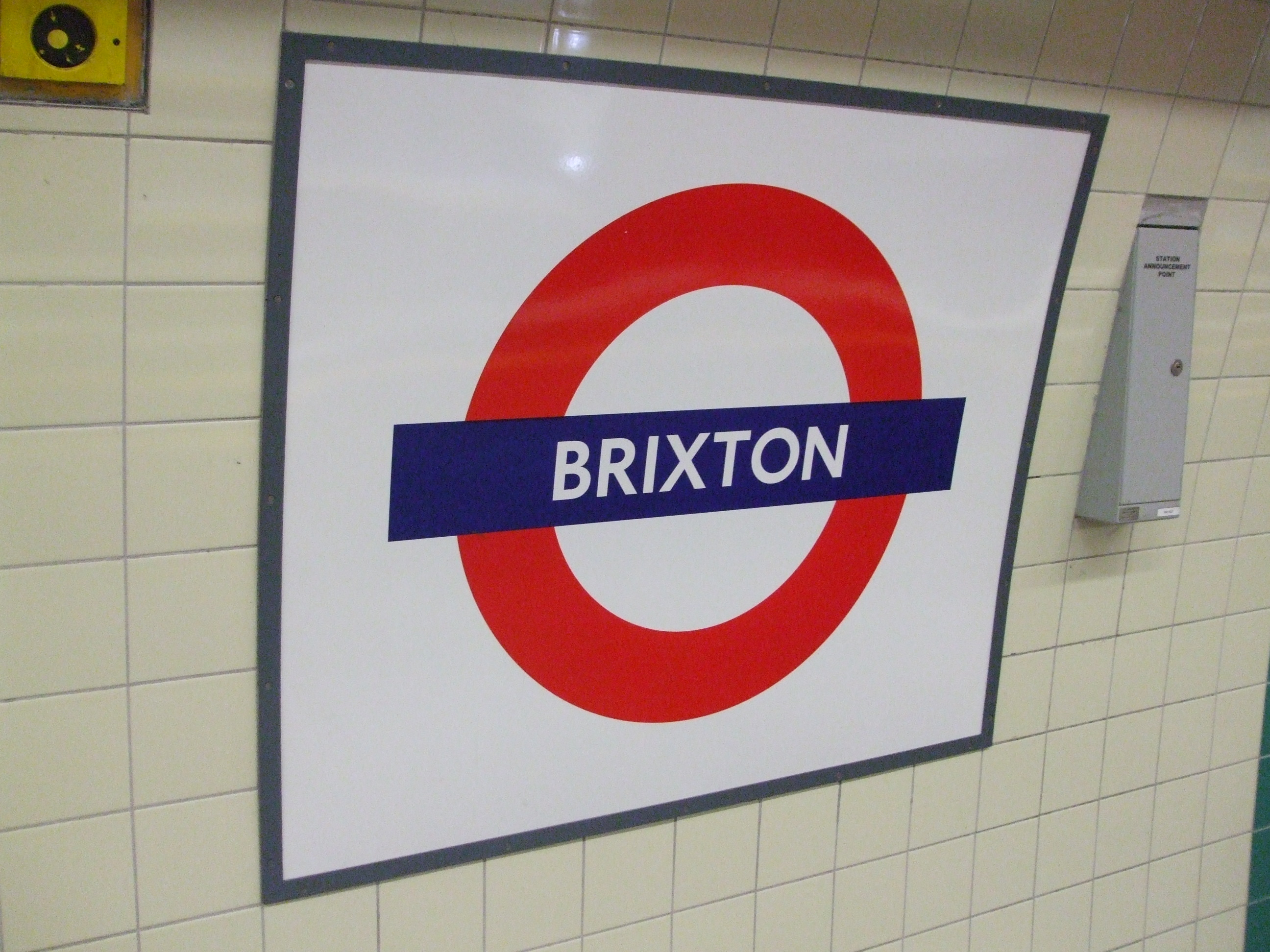
Station platform roundel as seen in 2011 after the 2008 refurbishment work